# Enrique Cepeda Caballero
Enrique Orestes Cepeda Caballero, noto anche come Enrique Cepeda e Enrique Caballero (L'Avana, 30 gennaio 1963), è un ex atleta paralimpico cubano ipovedente.

## Biografia
Il suo problema visivo è cominciato all'età di 16 mesi, quando una febbre violenta danneggiò il nervo ottico, arrecando anche altri danni, per cui il ragazzo è cresciuto da ipovedente. Animato da una forte volontà, deciso a riuscire nello sport, ha avuto le prime affermazioni durante un'edizione dei Mondiali per ciechi nel 1986, a Göteborg in Svezia. Sono seguite molte partecipazioni a Giochi continentali, quali i Latinoamericani e i Parapanamericani.
Ha partecipato a quattro edizioni dei Giochi paralimpici estivi, premiato dalla conquista di sette medaglie: a Barcellona 1992, terzo nei 100 metri piani, quarto nei 200 e primo nel salto triplo; ad Atlanta 1996, medaglia d'argento nei 100 metri e oro nel salto in alto e nel salto triplo; a Sydney 2000, oro nel salto in lungo ed infine ad Atene 2004, dove, con tre compagni, ha ottenuto una medaglia d'argento nella staffetta 4×100 metri.
Oltre a questi risultati, vanno segnalate alcune prove molto lusinghiere ai Mondiali di Berlino 1994 e di Lilla nel 2002. Attualmente Enrique Cepeda Caballero, altamente onorato nella sua terra, fa il consulente motivazionale per i giovani sportivi nazionali.

## Palmarès
| Anno | Manifestazione       | Sede       | Evento             | Risultato | Prestazione | Note |
| ---- | -------------------- | ---------- | ------------------ | --------- | ----------- | ---- |
| 1992 | Giochi paralimpici   | Barcellona | 100 m piani B3     | Bronzo    | 11"51       |      |
| 1992 | Giochi paralimpici   | Barcellona | 200 m piani B3     | 4º        | 23"59       |      |
| 1992 | Giochi paralimpici   | Barcellona | Salto triplo B3    | Oro       | 14,56 m     |      |
| 1994 | Mondiali paralimpici | Berlino    | 100 m piani B3     | Argento   |             |      |
| 1994 | Mondiali paralimpici | Berlino    | 200 m piani B3     | Argento   |             |      |
| 1994 | Mondiali paralimpici | Berlino    | Salto in lungo B3  | Bronzo    |             |      |
| 1994 | Mondiali paralimpici | Berlino    | Salto triplo B3    | Oro       |             |      |
| 1996 | Giochi paralimpici   | Atlanta    | 100 m piani T12    | Argento   | 11"38       |      |
| 1996 | Giochi paralimpici   | Atlanta    | Salto in lungo T12 | Oro       | 7,17 m      |      |
| 1996 | Giochi paralimpici   | Atlanta    | Salto triplo T12   | Oro       | 14,87 m     |      |
| 2000 | Giochi paralimpici   | Sydney     | 100 m piani T13    | Batteria  | 11"67       |      |
| 2000 | Giochi paralimpici   | Sydney     | Salto in lungo F13 | Oro       | 6,80 m      |      |
| 2002 | Mondiali paralimpici | Lilla      | Salto in lungo F13 | Bronzo    |             |      |
| 2004 | Giochi paralimpici   | Atene      | Salto in lungo F12 | 12º       | 6,38 m      |      |
| 2004 | Giochi paralimpici   | Atene      | Salto triplo F12   | 4º        | 14,39 m     |      |
| 2004 | Giochi paralimpici   | Atene      | 4×100 T11-13       | Argento   | 44"60       |      |